# Ulricehamns kommun
Ulricehamns kommun är en kommun i Västra Götalands län, i före detta Älvsborgs län. Centralort är Ulricehamn.
Kommunen är belägen på en utlöpare av Sydsvenska höglandet. Dess yta domineras av skogsmark men har även en stor andel jordbruksmark i jämförelse med riket som helhet. I sprickdalarna finns sjöar så som Åsunden. I Ätradalen återfinns Ulricehamnsåsen och ett flertal vattendrag har sina källområden inom kommunen, bland dessa kan nämnas Ätran, Tidan och Viskan. 
Sedan gammalt förknippas området som utgör kommunen med handel och textil. Den sistnämnda var fortsatt av betydelse för det lokala näringslivet i början av 2020-talet.  
Kommunen är sedan den grundades ett starkare fäste för de borgerliga partierna. Sedan åtminstone 2010 har kommunen dock  styrts av både högerkoalitioner och mittenkoalitioner.

## Administrativ historik
Kommunens område motsvarar socknarna: Blidsberg, Brunn, Böne, Dalum, Finnekumla, Fänneslunda, Grovare, Grönahög, Gullered, Gällstad, Humla, Hällstad, Härna, Hössna, Knätte, Kärråkra, Kölaby, Kölingared, Liared, Marbäck, Murum, Möne, Strängsered, Södra Säm, Södra Ving, Södra Vånga, Timmele, Tvärred, Varnum och Vist. I dessa socknar bildades vid kommunreformen 1862 landskommuner med motsvarande namn. I området fanns även Ulricehamns stad som 1863 bildade en stadskommun.
1938 införlivades Brunns och Vists landskommuner i Ulricehamns stad. 
Vid kommunreformen 1952 bildades storkommunerna Hökerum (av de tidigare kommunerna Fänneslunda, Grovare, Hällstad, Härna, Kärråkra, Murum, Möne, Södra Ving, Södra Vånga och Varnum),  Redväg (av Blidsberg, Böne, Dalum, Fivlered, Gullered, Humla, Hössna, Knätte, Kölaby, Kölingared, Liared, Norra Åsarp, Smula, Solberga, Strängsered och Timmele), samt Åsunden (av Finnekumla, Grönahög, Gällstad, Marbäck, Södra Säm och Tvärred) medan Ulricehamns stad förblev oförändrad.
Ulricehamns kommun bildades vid kommunreformen 1971 genom en ombildning av Ulricehamns stad. 1974 införlivades Hökerums och Åsundens kommuner samt delar ur Redvägs kommun.
Kommunen ingick från bildandet till 1996 i Sjuhäradsbygdens domsaga och kommunen ingår sedan 1996 i Borås domkrets.
| Tabell över kommunsammanslagningarna efter 1863 | Tabell över kommunsammanslagningarna efter 1863 | Tabell över kommunsammanslagningarna efter 1863 | Tabell över kommunsammanslagningarna efter 1863 | Tabell över kommunsammanslagningarna efter 1863 | Tabell över kommunsammanslagningarna efter 1863 | Tabell över kommunsammanslagningarna efter 1863 | Tabell över kommunsammanslagningarna efter 1863 |
| --- | ----------------------------------------------- | ----------------------------------------------- | ----------------------------------------------- | ----------------------------------------------- | ----------------------------------------------- | ----------------------------------------------- | ----------------------------------------------- |
| Tabellen nedan visar kommunsammanslagningarna till nuvarande Ulricehamns kommun från 1863 och framåt. De mörkgråa landskommunerna var de delar av storkommunerna som gick till andra kommuner än Ulricehamns i slutändan. Färgerna antyder att man försökte hålla ihop häraderna när storkommunerna bildades. Tabellen illustrerar även att reformer sällan genomförs i ett steg: det behövs även förplanering, försök, steg, och efterjusteringar. Notera särskilt Kölingared som var något så ovanligt som en socken delad på härader. |                                                 |                                                 |                                                 |                                                 |                                                 |                                                 |                                                 |
| Kommunsammanslagningarna till Ulricehamns kommun |                                                 |                                                 |                                                 |                                                 |                                                 |                                                 |                                                 |
| före reformerna | före reformerna                                 | efter reformen 1862                             | efter reformen 1862                             | dito 1952                                       | dito 1971                                       | dito 1971                                       |                                                 |
| -1862 | -1862                                           | 1863-1937                                       | 1938-51                                         | 1952-70                                         | 1971-73                                         | 1974-                                           |                                                 |
| härad | socken, stad                                    | landskommun, stadskommun                        | landskommun, stadskommun                        | "storkommun"                                    | enhetlig kommun                                 | enhetlig kommun                                 |                                                 |
| Kind | Finnekumla sn                                   | Finnekumla ln                                   | Finnekumla ln                                   | Åsundens ln                                     | Åsundens kn                                     |                                                 |                                                 |
| Kind | Grönahögs sn                                    | Grönahögs ln                                    | Grönahögs ln                                    | Åsundens ln                                     | Åsundens kn                                     |                                                 |                                                 |
| Kind | Säms sn                                         | Säms ln (Södra Säm 1886-)                       | Säms ln (Södra Säm 1886-)                       | Åsundens ln                                     | Åsundens kn                                     |                                                 |                                                 |
| Kind | Gällstads sn                                    | Gällstads ln                                    | Gällstads ln                                    | Åsundens ln                                     | Åsundens kn                                     |                                                 |                                                 |
| Kind | Marbäcks sn                                     | Marbäcks ln                                     | Marbäcks ln                                     | Åsundens ln                                     | Åsundens kn                                     |                                                 |                                                 |
| Kind | Tvärreds sn                                     | Tvärreds ln                                     | Tvärreds ln                                     | Åsundens ln                                     | Åsundens kn                                     |                                                 |                                                 |
| Ås | Fänneslunda sn                                  | Fänneslunda ln                                  | Fänneslunda ln                                  | Hökerums ln                                     | Hökerums kn                                     |                                                 |                                                 |
| Ås | Grovare sn                                      | Grovare ln                                      | Grovare ln                                      | Hökerums ln                                     | Hökerums kn                                     |                                                 |                                                 |
| Ås | Hällstads sn                                    | Hällstads ln                                    | Hällstads ln                                    | Hökerums ln                                     | Hökerums kn                                     |                                                 |                                                 |
| Ås | Härna sn                                        | Härna ln                                        | Härna ln                                        | Hökerums ln                                     | Hökerums kn                                     |                                                 |                                                 |
| Ås | Kärråkra sn                                     | Kärråkra ln                                     | Kärråkra ln                                     | Hökerums ln                                     | Hökerums kn                                     |                                                 |                                                 |
| Ås | Murums sn                                       | Murums ln                                       | Murums ln                                       | Hökerums ln                                     | Hökerums kn                                     |                                                 |                                                 |
| Ås | Möne sn                                         | Möne ln                                         | Möne ln                                         | Hökerums ln                                     | Hökerums kn                                     |                                                 |                                                 |
| Ås | Vings sn                                        | Vings ln (Södra Ving 1886-)                     | Vings ln (Södra Ving 1886-)                     | Hökerums ln                                     | Hökerums kn                                     |                                                 |                                                 |
| Ås | Vånga sn                                        | Vånga ln (Södra Vånga 1886-)                    | Vånga ln (Södra Vånga 1886-)                    | Hökerums ln                                     | Hökerums kn                                     |                                                 |                                                 |
| Ås | Varnums sn                                      | Varnums ln                                      | Varnums ln                                      | Hökerums ln                                     | Hökerums kn                                     |                                                 |                                                 |
| – | Ulricehamns stad                                | Ulricehamns stad                                |                                                 |                                                 | Ulricehamns kn                                  |                                                 |                                                 |
| | Brunns sn                                       | Brunns ln                                       |                                                 |                                                 | Ulricehamns kn                                  |                                                 |                                                 |
| Redväg | Vists sn                                        | Vists ln                                        |                                                 |                                                 | Ulricehamns kn                                  |                                                 |                                                 |
| Redväg | Blidsbergs sn                                   | Blidsbergs ln                                   | Blidsbergs ln                                   | Redvägs ln                                      | Redvägs kn                                      |                                                 |                                                 |
| Redväg | Böne sn                                         | Böne ln                                         | Böne ln                                         | Redvägs ln                                      | Redvägs kn                                      |                                                 |                                                 |
| Redväg | Dalums sn                                       | Dalums ln                                       | Dalums ln                                       | Redvägs ln                                      | Redvägs kn                                      |                                                 |                                                 |
| Redväg | Gullereds sn                                    | Gullereds ln                                    | Gullereds ln                                    | Redvägs ln                                      | Redvägs kn                                      |                                                 |                                                 |
| Redväg | Humla sn                                        | Humla ln                                        | Humla ln                                        | Redvägs ln                                      | Redvägs kn                                      |                                                 |                                                 |
| Redväg | Hössna sn                                       | Hössna ln                                       | Hössna ln                                       | Redvägs ln                                      | Redvägs kn                                      |                                                 |                                                 |
| Redväg | Knätte sn                                       | Knätte ln                                       | Knätte ln                                       | Redvägs ln                                      | Redvägs kn                                      |                                                 |                                                 |
| Redväg | Kölaby sn                                       | Kölaby ln                                       | Kölaby ln                                       | Redvägs ln                                      | Redvägs kn                                      |                                                 |                                                 |
| Redväg | Liareds sn                                      | Liareds ln                                      | Liareds ln                                      | Redvägs ln                                      | Redvägs kn                                      |                                                 |                                                 |
| Redväg | Strängsereds sn                                 | Strängsereds ln                                 | Strängsereds ln                                 | Redvägs ln                                      | Redvägs kn                                      |                                                 |                                                 |
| Redväg | Timmele sn                                      | Timmele ln                                      | Timmele ln                                      | Redvägs ln                                      | Redvägs kn                                      |                                                 |                                                 |
| | Kölingareds sn                                  | Kölingareds ln                                  | Kölingareds ln                                  | Redvägs ln                                      | Redvägs kn                                      |                                                 |                                                 |
| Vartofta | Kölingareds sn                                  | Kölingareds ln                                  | Kölingareds ln                                  | Redvägs ln                                      | Redvägs kn                                      |                                                 |                                                 |
| Redväg | fyra socknar                                    | fyra landskommuner                              | fyra landskommuner                              | Redvägs ln                                      | Redvägs kn                                      | Falköpings kn                                   |                                                 |

## Geografi
Kommunen är belägen i de sydöstra delarna av landskapet Västergötland. Ån Lidan rinner upp i kommunens södra delar och rinner mot norr. Kommunen gränsar i nordöst till Mullsjö kommun i före detta Skaraborgs län, nu i Jönköpings län, i öster till Jönköpings kommun, också i Jönköpings län. I söder gränsar kommunen till Tranemo kommun, i väster till Borås kommun och i nordväst till Herrljunga kommun, all i före detta Älvsborgs län, samt i norr till Falköpings kommun i före detta Skaraborgs län. Ån Ätran har sitt källflöde i kommunen.

### Topografi och hydrografi
Ulricehamns kommun är belägen på en utlöpare av Sydsvenska höglandet som genomskärs av nord–sydliga sprickdalar. Majoriteten av dess berggrund är täckt med morän som är klädd med granskog och myrmarker. Bland skogen hittas gårdar på hög höjd, omgivna av odlingsmark med kringliggande lövträd och beteshagar. Som kontrast finns sjöar så som Åsunden i  sprickdalarna. Dessa är kantade av branta bergssidor och sandiga dalfyllnader med ett öppet, omväxlande odlingslandskap och inslag av lövskog. I Ätradalen återfinns Ulricehamnsåsen som gett topografin både åsryggar och kullar vilka är bevuxna med en stäppartad torrängsflora. Ett flertal vattendrag har sina källområden inom kommunen, bland dessa kan nämnas Ätran, Tidan och Viskan.
Nedan presenteras andelen av den totala ytan 2020 i kommunen jämfört med riket.
|  | Bebyggelse (4,5 %) |

|  | Skog (68,7 %) |

|  | Öppen myrmark (3,2 %) |

|  | Jordbruksmark (15,4 %) |

|  | Övrig mark (8,3 %) |

|  | Bebyggelse (3,1 %) |

|  | Skog (68,0 %) |

|  | Öppen myrmark (7,2 %) |

|  | Jordbruksmark (7,4 %) |

|  | Övrig mark (14,3 %) |

### Naturskydd
År 2024 fanns 13 naturreservat i Ulricehamns kommun. Bland dessa kan nämnas Frälsegården, ett reservat om fem hektar bildat 1984. Området präglas av Ulricehamnsåsen som till viss del innehåller kalk. Detta i kombination med kreatursbete har gett upphov till en säregen flora, en så kallad torrängsflora, med karaktäristiska arter som trollsmultron, backsippa, blodnäva, smalbladig lungört och backsmultron. Ett annat exempel är Kycklingkullen, även det ett reservat om fem hektar men som bildades 1964. Området är skyddat på grund av dess flora som även den är en torrängsflora med arter som drakblomma och smalbladig lungört.

### Administrativ indelning
Fram till 2016 var kommunen för befolkningsrapportering indelad i sju församlingar: Hällstads församling, Hössna församling, Redvägs församling, Södra Vings församling, Timmele församling, Ulricehamns församling och Åsundens församling.

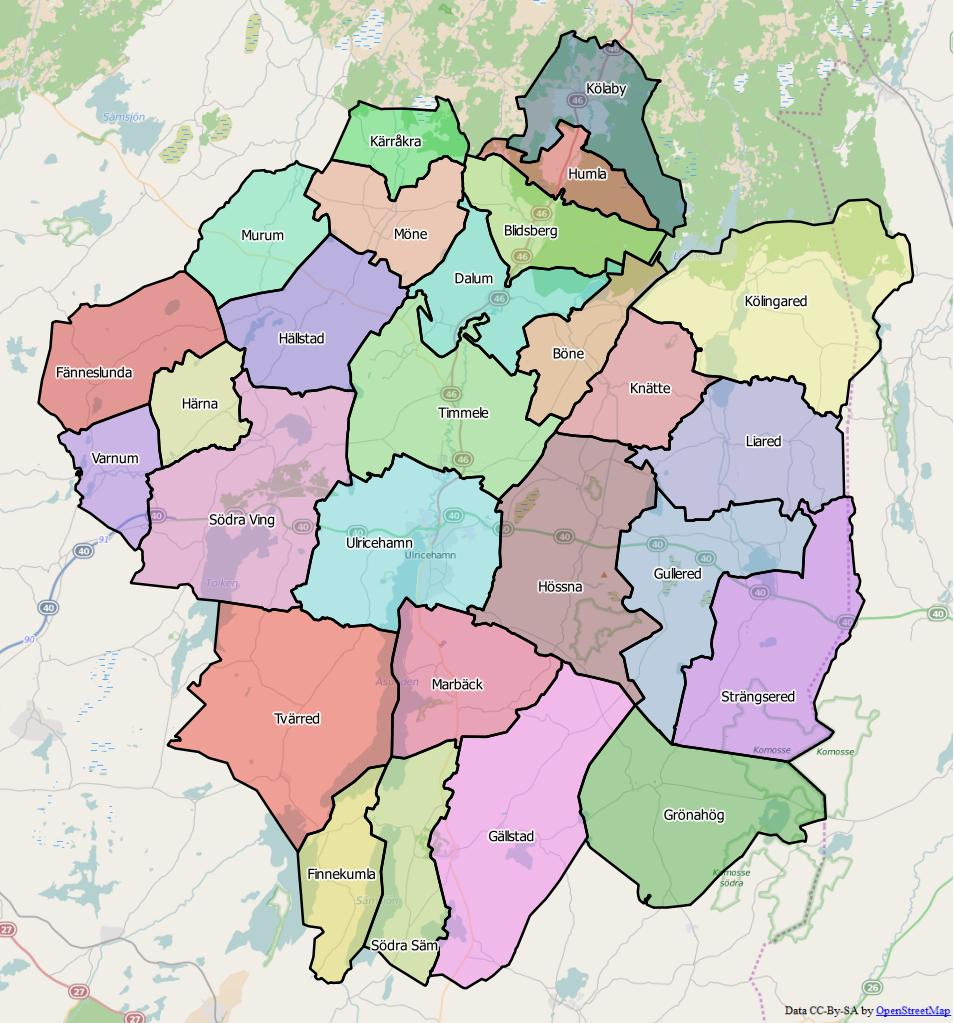
Distrikt inom Ulricehamns kommun

Från 2016 indelas kommunen i följande distrikt:
| De 27 distrikten i Ulricehamns kommun |
| --- |
| - Blidsberg - Böne - Dalum - Finnekumla - Fänneslunda - Grönahög - Gullered - Gällstad - Humla - Hällstad - Härna - Hössna - Knätte - Kärråkra - Kölaby - Kölingared - Liared - Marbäck - Murum - Möne - Strängsered - Södra Säm - Södra Ving - Timmele - Tvärred - Ulricehamn - Varnum |

### Tätorter
Vid Statistiska centralbyråns tätortsavgränsning den 31 december 2015 fanns det tolv tätorter i Ulricehamns kommun och 2010 var tätortsgraden 66,6 %:
| Nr | Tätort     | Antal invånare | Landareal (ha) |
| -- | ---------- | -------------- | -------------- |
| 1  | Ulricehamn | 10 629         | 745            |
| 2  | Timmele    | 788            | 113            |
| 3  | Dalum      | 651            | 78             |
| 4  | Hökerum    | 642            | 86             |
| 5  | Vegby      | 575            | 93             |
| 6  | Blidsberg  | 540            | 114            |
| 7  | Gällstad   | 536            | 96             |
| 8  | Marbäck    | 475            | 71             |
| 9  | Nitta      | 360            | 51             |
| 10 | Rånnaväg   | 330            | 50             |
| 11 | Trädet     | 296            | 69             |
| 12 | Hulu       | 252            | 63             |

Centralorten är i fet stil.

## Styre och politik

### Styre
Mandatperioden 2010–2014 styrdes kommunen av en borgerlig koalition bestående av Moderaterna, Folkpartiet och Kristdemokraterna. De samlade 18 av 49 mandat i kommunfullmäktige. Valet 2014 ledde till maktskifte där Socialdemokraterna och Vänsterpartiet tog över makten, men i minoritet. De tidigare styrande partierna ingick i en valteknisk samverkan med de styrande partierna. Den valtekniska samverkan sprack 2016 efter att man inte lyckats komma överens om placering av ett nytt Energi- och miljöcenter. Socialdemokraterna kunde dock stanna vid makten men fick nya koalitionspartners i form av Centerpartiet och Liberalerna. 
Efter valet 2018 meddelades att Centerpartiet stannar vid makten och att deras nya koalitionspartner blev Nya Ulricehamn. De två partierna bildade en minoritetskoalition som samlade stöd genom en valteknisk samverkan med Vänsterpartiet och Miljöpartiet. De efterträddes 2022 av Moderaterna, Centerpartiet, Kristdemokraterna och Liberalerna. Även efter valet 2022 bildades ett minoritetsstyre.

### Kommunfullmäktige

#### Presidium
| Presidium 2022–2026    | Presidium 2022–2026 | Presidium 2022–2026 |
| ---------------------- | ------------------- | ------------------- |
| Ordförande             | C                   | Roland Karlsson     |
| Förste vice ordförande | M                   | Sören Johansson     |
| Andre vice ordförande  | S                   | Leif Dahl           |

#### Mandatfördelning 1970–2022
| 11 | 6 | 6 |  | 6 |

| 24 | 6 |

| 13 | 18 | 6 | 2 | 10 |

| 43 |

| 14 | 17 | 6 | 2 | 10 |

| 41 | 8 |

|  | 15 | 15 | 6 | 2 | 10 |

| 36 | 13 |

|  | 15 |  | 14 | 4 | 2 | 12 |

| 34 | 15 |

|  | 15 | 2 | 12 | 7 | 2 | 10 |

| 31 | 18 |

| 16 | 3 | 13 | 6 | 2 | 9 |

| 33 | 16 |

| 13 | 2 | 2 | 12 | 5 | 5 | 10 |

| 33 | 16 |

| 17 | 5 | 12 | 3 | 3 | 9 |

| 32 | 17 |

| 3 | 13 | 4 | 10 | 3 | 6 | 10 |

| 31 | 18 |

| 3 | 17 | 2 |  | 10 | 4 | 6 | 6 |

| 32 | 17 |

| 2 | 14 | 2 | 3 |  | 11 | 3 | 4 | 9 |

| 28 | 21 |

| 2 | 13 | 3 | 3 | 10 | 4 | 3 | 11 |

| 30 | 19 |

| 2 | 13 | 3 | 4 | 3 | 10 | 2 | 2 | 10 |

| 29 | 20 |

| 2 | 10 | 2 | 6 | 9 | 8 | 2 | 2 | 8 |

| 28 | 21 |

| 2 | 9 |  | 8 | 8 | 7 | 2 | 3 | 9 |

| 29 | 20 |

### Nämnder

#### Kommunstyrelse
| Presidium 2022–2026 | Presidium 2022–2026 | Presidium 2022–2026 |
| ------------------- | ------------------- | ------------------- |
| Ordförande          | M                   | Wiktor Öberg        |
| 1:e Vice ordförande | C                   | Mikael Dahl         |
| 2:e Vice ordförande | S                   | Klas Redin          |

Totalt har kommunstyrelsen 15 ledamöter, varav tre tillhör Moderaterna, två tillhör Centerpartiet, två tillhör Socialdemokraterna, två tillhör Nya Ulricehamn, två tillhör Sverigedemokraterna. Liberalerna, Kristdemokraterna, Miljöpartiet och Vänsterpartiet har en ledamot vardera.

#### Lista över kommunstyrelsens ordförande
| Namn | Namn                  | Tillträdde | Avgick |
| ---- | --------------------- | ---------- | ------ |
|      | Roland Karlsson (C)   | 2006       | 2010   |
|      | Lars Holmin (M)       | 2010       | 2014   |
|      | Mattias Josefsson (S) | 2014       | 2018   |
|      | Roland Karlsson (C)   | 2018       | 2022   |
|      | Wiktor Öberg (M)      | 2022       |        |

#### Övriga nämnder
| Nämnd                | Ordförande | Ordförande          | Vice ordförande | Vice ordförande |
| -------------------- | ---------- | ------------------- | --------------- | --------------- |
| Individnämnden       | C          | Liselotte Andersson | S               | Aira Eriksson   |
| Krisledningsnämnden  | M          | Wiktor Öberg        | S               | Klas Redin      |
| Miljö- och byggnamnd | M          | Kenneth Johansson   | S               | Daniel Claesson |
| Valnämnden           | M          | Jan Holmin          | S               | Leif Dahl       |

### Vänorter
Ulricehamns kommun har fyra vänorter
- Lembois, Finland
- Mikolajki, Polen
- Øvre Eikers kommun, Norge
- Dobele, Lettland

## Ekonomi och infrastruktur

### Näringsliv
Området som utgör Ulricehamns kommun har sedan gammalt en tradition av handels- och textilnäringar. Den sistnämnda var fortsatt av betydelse för det lokala näringslivet i början av 2020-talet. Bland företag inom textilindustrin kan nämnas Seger Europe AB och Bogesunds Väveri AB. Över tid har dock verkstadsindustrin vuxit och därmed också fått en större betydelse för näringslivet än textilindustrin. Bland företag inom denna bransch kan nämnas Iro AB, AP & T Sweden och Emballator Ulricehamns Bleck AB.

### Infrastruktur

#### Transporter
Kommunen genomkorsas i väst-östlig riktning av riksväg 40 medan riksväg 46 sträcker sig från norr fram till Ulricehamn där den övergår i länsväg 157 söderut. I Timmele avtar länsväg 182 från riksväg 46 mot nordväst.

## Befolkning

### Befolkningsutveckling
Kommunen har 24 985 invånare (31 december 2024), vilket placerar den på 105:e plats avseende folkmängd bland Sveriges kommuner.
| Befolkningsutvecklingen i Ulricehamns kommun 1970–2020 | Befolkningsutvecklingen i Ulricehamns kommun 1970–2020 | Befolkningsutvecklingen i Ulricehamns kommun 1970–2020 | Befolkningsutvecklingen i Ulricehamns kommun 1970–2020 | Befolkningsutvecklingen i Ulricehamns kommun 1970–2020 |
| ------------------------------------------------------ | ------------------------------------------------------ | ------------------------------------------------------ | ------------------------------------------------------ | ------------------------------------------------------ |
|                                                        |                                                        |                                                        |                                                        |                                                        |
| År                                                     |                                                        |                                                        | Folkmängd                                              |                                                        |
| 1970                                                   | 1970                                                   |                                                        | 21 264                                                 |                                                        |
| 1975                                                   | 1975                                                   |                                                        | 21 451                                                 |                                                        |
| 1980                                                   | 1980                                                   |                                                        | 21 970                                                 |                                                        |
| 1985                                                   | 1985                                                   |                                                        | 22 086                                                 |                                                        |
| 1990                                                   | 1990                                                   |                                                        | 22 738                                                 |                                                        |
| 1995                                                   | 1995                                                   |                                                        | 22 793                                                 |                                                        |
| 2000                                                   | 2000                                                   |                                                        | 22 284                                                 |                                                        |
| 2005                                                   | 2005                                                   |                                                        | 22 381                                                 |                                                        |
| 2010                                                   | 2010                                                   |                                                        | 22 838                                                 |                                                        |
| 2015                                                   | 2015                                                   |                                                        | 23 494                                                 |                                                        |
| 2020                                                   | 2020                                                   |                                                        | 24 704                                                 |                                                        |

## Kultur

### Kulturarv
Ätradalen har rik historia. År 1520 var Ulricehamn platsen för Slaget på Åsundens is. Där blev Sten Sture den yngre träffad av en dansk kanonkula, vilket senare ledde till att han avled. Till minne av detta restes ett monument i början av 1900-talet.
I centralorten ligger rådhuset som minner om Stadsbranden i Ulricehamn 1788. Rådhuset uppfördes året därpå som ersättning för det tidigare rådhuset som brann ner. För att möjliggöra bygget skrev Carl Michael Bellman en dikt för att samla in pengar.

### Kommunvapen
Blasonering: I blått fält, bestrött med klöverblad, ett med kunglig krona försett krönt U, allt av guld.
Staden bytte 1741 namn från Bogesund till Ulricehamn. Det tidigare sigillet innehöll ett krönt B, vilket vid namnbytet ersattes av ett U (efter drottning Ulrika Eleonora). Vapnet fastställdes av Kungl. Maj:t för Ulricehamns stad i sitt nuvarande utförande 1949. De vid kommunbildningen tillförda tidigare enheterna saknade alla vapen och stadsvapnet kunde utan större diskussion registreras för Ulricehamns kommun 1974.